# Estación de Zarzaquemada
Zarzaquemada es un apeadero situado en el barrio homónimo del municipio español de  Leganés, al sur de la Comunidad de Madrid. Forma parte de la línea C-5 de la red de Cercanías Madrid.

## Situación ferroviaria
Según Adif la estación se encuentra en el punto kilométrico 10,7 de la línea férrea 500 de la red ferroviaria española entre Madrid y Valencia de Alcántara. Este kilometraje se corresponde con el trazado clásico entre Madrid y la frontera portuguesa por Talavera de la Reina y Cáceres.  El tramo es de vía doble y está electrificado.

## El Apeadero
Está ubicado en un terraplén situado en la intersección de las avenidas de Europa y Gran Bretaña y las calles del Roncal, Petra Kelly y Clara Janes. Fue abierto al público el 21 de mayo de 1982. Desde entonces fue reformado en dos ocasiones, la primera en 1993 cuando RENFE invirtió más de 400 millones de pesetas para cubrir los andenes y cerrar el vestíbulo de la estación ante las quejas de los viajeros por las molestias que sufrían en caso de meteorología adversa. Las obras mejoran también la accesibilidad del recinto. En 2008, nuevas actuaciones dotaron al recinto de  un nuevo acceso para dar respuesta al continúo aumento poblacional de la zona. En el exterior se añadió además un reloj giratorio de grandes proporciones. Curiosamente, pese a que el apeadero se llame Zarzaquemada, pasa también por El Carrascal y Leganés Norte.

## Líneas y conexiones

### Cercanías
| procedencia/destino   | < estación | Línea | estación >      | destino/procedencia |
| --------------------- | ---------- | ----- | --------------- | ------------------- |
| Humanes / Fuenlabrada | Leganés    |       | Villaverde Alto | Móstoles-El Soto    |

### Autobuses
| Diurnos   |                                   |                                    |              |
| Línea     | Destino                           | Parada                             | Operador     |
| 480       | Leganés Central                   | 07969 Av. Europa-Est. Zarzaquemada | Martín, S.A. |
| 481       | Madrid (Oporto)                   | 07969 Av. Europa-Est. Zarzaquemada | Martín, S.A. |
| 488       | Leganés (San Nicasio)             | 07969 Av. Europa-Est. Zarzaquemada | Martín, S.A. |
| 497       | Moraleja de Enmedio - Las Colinas | 07969 Av. Europa-Est. Zarzaquemada | Martín, S.A. |
| 481       | Leganés (Parquesur - Hospital)    | 09073 Av. Europa-Est. Zarzaquemada | Martín, S.A. |
| 485       | Leganés (Norte - Montepinos)      | 09073 Av. Europa-Est. Zarzaquemada | Martín, S.A. |
| 488       | Getafe (Getafe Norte)             | 09073 Av. Europa-Est. Zarzaquemada | Martín, S.A. |
| 497       | Leganés                           | 09073 Av. Europa-Est. Zarzaquemada | Martín, S.A. |
| 480       | Madrid (Plaza Elíptica)           | 12826 Roncal-Est. Zarzaquemada     | Martín, S.A. |
| 485       | Madrid (Aluche)                   | 12826 Roncal-Est. Zarzaquemada     | Martín, S.A. |
| Nocturnos |                                   |                                    |              |
| Línea     | Destino                           | Parada                             | Operador     |
| N804      | Fuenlabrada                       | 07969 Av. Europa-Est. Zarzaquemada | Martín, S.A. |
| N804      | Madrid (Atocha)                   | 12826 Roncal-Est. Zarzaquemada     | Martín, S.A. |